# Voyage en Birmanie
Pour plus de détails, voir Fiche technique et Distribution.
Voyage en Birmanie (Lilacs in the Spring) est un film britannique réalisé par Herbert Wilcox et sorti en 1954.

## Synopsis
L’actrice Carole Beaumont a été traumatisée par l’explosion d’une bombe durant la Seconde Guerre mondiale. Les séquelles lui font successivement revêtir la peau d’une vedette des années 1930, de la reine Victoria, de sa propre mère et elle revoit son mariage avec l’acteur « Beau » John Beaumont qui fit d’elle une vedette du cinéma muet...

## Fiche technique
- Titre : Voyage en Birmanie
- Titre original : Lilacs in the Spring
- Réalisation : Herbert Wilcox
- Scénario : Robert Nesbitt et Harold Purcell d’après le livret de la comédie musicale The Glorious Days
- Musiques : Robert Farnon, Harry Parr Davies
- Paroles des chansons : Harold Purcell
- Direction musicale : Harry Acres, Robert Farnon
- Chorégraphie : Betty Buchel, Philip Buchel
- Direction artistique : Frank Hollands
- Directeur de la photographie : Max Greene
- Décors : William C. Andrews
- Costumes : Maude Churchill, Anthony Holland
- Montage : Reginald Beck
- Pays d'origine :  Royaume-Uni
- Langue de tournage : anglais
- Producteur : Herbert Wilcox
- Société de production : Herbert Wilcox Productions
- Société de distribution initiale en salles : Republic Productions Ltd.
- Format : noir et blanc (prologue) et couleur par Eastmancolor — 1.37:1 — monophonique (RCA Sound System) — 35 mm
- Genre : film musical, comédie
- Durée : 94 minutes
- Date de sortie : 21 décembre 1954 au  Royaume-Uni

## Distribution
- Errol Flynn : « Beau » John Beaumont
- Anna Neagle : Carole Beaumont / Lillian Grey / Nell Gwynn / la reine Victoria
- David Farrar : Charles King / le roi Charles II
- Kathleen Harrison : Kate
- Peter Graves : Albert Gutman / le prince Albert
- Helen Haye : Lady Drayton
- Stephen Boyd : le copain de « Beau » près de la piscine
- Alan Gifford : le directeur à Hollywood
- Sean Connery : non crédité